# Trígono clavipeitoral
O triângulo clavipetorial (também conhecido como triângulo deltopeitoral ) é uma região anatômica encontrada em humanos e outros animais. Faz fronteira com as seguintes estruturas:
- Clavícula [1]
- Borda lateral do músculo peitoral maior [2]
- Borda medial do músculo deltóide [3]

Contém a veia cefálica , [4] e a fáscia deltopeitoral, que é uma camada de fáscia profunda que investe as três estruturas que compõem a borda do triângulo, e também a veia cefálica no triângulo. O ramo deltoide da artéria toracoacromial também passa por este triângulo, dando ramos aos músculos deltóide e peitoral maior.
A veia subclávia e a artéria subclávia podem ser acessadas através deste triângulo, pois elas são profundas.
1. ↑  Anatomia clinicamente orientada / Moore p707. [S.l.: s.n.]